# Flan pâtissier

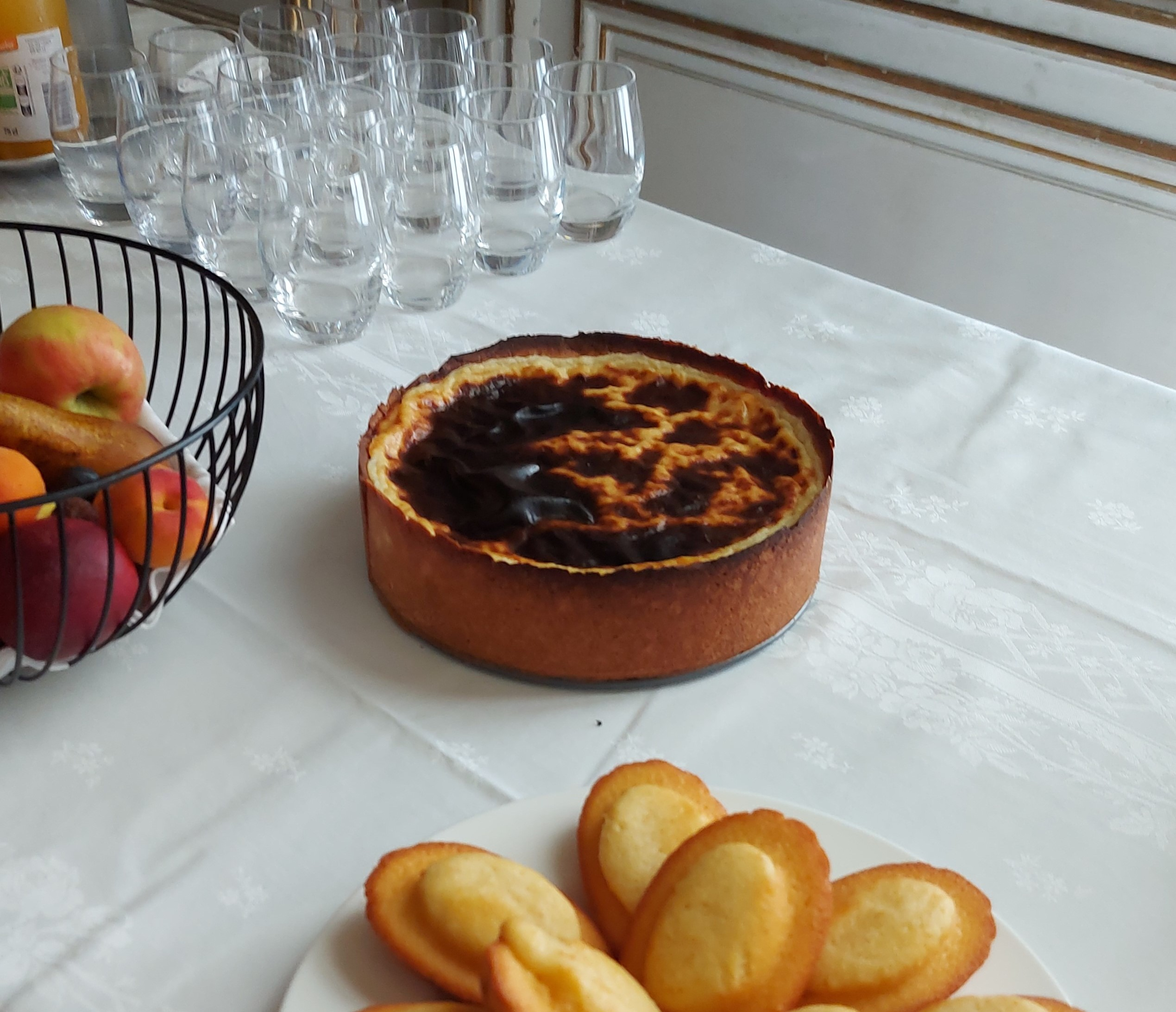
Flan pâtissier

Flan pâtissier – tradycyjny francuski deser, znany też pod nazwą flan parisien. Jest to rodzaj tarty złożonej z kremu cukierniczego zapieczonego na kruchym cieście. Ma swoje odpowiedniki w cukiernictwie innych krajów. Jest blisko spokrewniony z portugalskimi pastéis de nata, włoskim pasticciotto i angielską custard tart, od której bezpośrednio się wywodzi. Pierwsze flans pâtissiers pojawiły się we Francji za panowania króla Henryka IV. Przypuszcza się, że podano je podczas uczty koronacyjnej.